# 飯野文彦
飯野 文彦（いいの ふみひこ、1961年6月16日 -）は、山梨県甲府市出身の小説家である。

## 略歴
山梨県立甲府西高等学校を経て、早稲田大学第二文学部東洋文化専修を卒業。在学時はワセダミステリクラブに所属していた。
1984年、ノヴェライズ作品『新作ゴジラ ―昭和59年度東宝映画作品映画小説』で小説家デビュー。以降、多数のゲーム・映像作品のゲームブックやノヴェライズ等を手がけ、やがてオリジナルのライトノベル、ホラー、SF作品を手掛ける。2007年（平成19年）には、『バッド・チューニング』が第14回日本ホラー小説大賞長編賞の候補となった。また異形コレクションの常連寄稿者であり、モダン・ホラーの旗手である。
日本推理作家協会、日本SF作家クラブ会員。

## ノヴェライズ作品

### アニメ・特撮・映画・小説等のノヴェライズ
- 新作ゴジラ ―昭和59年度東宝映画作品映画小説 （講談社X文庫、1984年）
- オネアミスの翼－王立宇宙軍<1> （ソノラマ文庫、1986年）
- オネアミスの翼－王立宇宙軍<2> （ソノラマ文庫、1987年）
  - 合本新装版（朝日ノベルス、2010年）
- 怪人魔天郎 （原作：石ノ森章太郎、ソノラマ文庫、1988年）
- トップをねらえ! （ケイブンシャノベルス、1989年）
- トップをねらえ! <完結編> （ケイブンシャノベルス、1989年）
- 楽勝! ハイパードール （原作：伊藤伸平、アニメージュ文庫、1995年）
- 悪魔くん千年王国 （原作：水木しげる、小学館文庫、1995年）
- 夏のかくれんぼ ―学校の怪談4 （角川文庫、1999年）
- 上海ゴーストストーリー （スーパークエスト文庫、1999年）
- マクロスダイナマイト7 <上> （角川書店、1999年）
- マクロスダイナマイト7 <下> （角川書店、2000年）
- 富江replay  (ソノラマノベルス、2000年)
- 鉄甲機ミカヅキ <上> （角川スニーカー文庫、2000年）
- 鉄甲機ミカヅキ <下> （角川スニーカー文庫、2001年）

#### ゲームブック
- ルパン三世 ダークシティの戦い （双葉文庫、1985年）※川崎知子との共著
- 妖魔館の謎（光文社文庫、1986年）※塩田信之との共著
- ガバリン（双葉文庫、1986年）※塩田信之、三原治、中山りか子との共著

### ゲーム作品・ノヴェライズ
- 下級生：全2巻、第2巻に第3巻の予告があるが打ち切りになった。
- アークザラッド
- グランディア
- フロントミッション
- あかずの間
- ブレスオブファイアIII 〜幼年期編〜
- Heartwork―Symphony of destruction
- She'sn
- 恋のスクランブル ―放課後恋愛クラブ：続編が予告されたが結局出版されなかった。
- 可変走攻ガンバイク
- 無人島物語Limited（前編） ：後編は発売中止
- 罪と罰 ―地球の継承者
- Gone ―過ぎさりし日々
- となりのお姉さん
- エンドレスセレナーデ〜Five Little Lovers〜
- かまいたちの夜×3 Another Story かまいたち殺人：『完全攻略本』に掲載。

#### ゲームブック
- グラディウス 未知との戦い（双葉文庫ファミコン冒険ゲームブックシリーズ、1986年）※吉川剛史、大出秀明との共著

#### 映像作品原作
- マリオ・カービィ 名作ビデオ（小学館、1995年）

## オリジナル作品

### ファンタジー・SFなど
- ねむってから勇者 （ソノラマ文庫、1989年）
- 居候は星の王子様 （ソノラマ文庫、1990年）
- テリーナ姫の大冒険〈1〉お姫様は家出中 （大陸ネオファンタジー文庫、1991年）
- テリーナ姫の大冒険〈2〉消えたアイドル （大陸ネオファンタジー文庫、1991年）
- 空白のレジェンド （大陸ネオファンタジー文庫、1992年）
- 巫女さまカーニバル （ソノラマ文庫、1992年）
- 蒼きリバイバー （双葉ファンタジー、1995年）
- フロントミッション―最前線報告 （ログアウト冒険文庫、1995年）
- バージンハンター襲来す!! ―女族闘魔伝〈1〉 （プラザ文庫、1996年）
- 真昼のラブホテルの決闘 ―女族闘魔伝〈2〉 （プラザ文庫、1996年）
- 明日への旅立ち ―アーカトラス年代記 （双葉ファンタジー、1996年）
- 恋のプレリュード ―アーカトラス年代記〈2〉 （双葉ファンタジー、1996年）
- 放課後のアブないパーティ―女族闘魔伝〈3〉 （プラザ文庫、1998年）

### ホラー
- 邪教伝説 (徳間オリオン、1994年)
  - 邪教伝説 ミレニアム （ハルキ文庫、2000年）
- アルコォルノヰズ （ハルキ・ホラー文庫、2001年）
- 惑わしの森 （祥伝社文庫、2001年）
- ザ・ハンマー （EXノベルズ、2002年）
  - ハンマーヘッド （TO文庫、2013年）
- 怪奇無尽講 （双葉社、2005年）
- バッド・チューニング （早川書房、2007年）
- 黒い本 ―「超」怖い物語 （竹書房文庫HO、2007年）
- 黒い本〈2〉 ―「超」怖い物語 （竹書房文庫HO、2008年）
- 黒陰 ―「超」怖い物語 （竹書房文庫HO、2009年）
- 影姫（角川ホラー文庫、2009年）
- ゾンビ・アパート = ZOMBIE APARTMENT (短編集、編:日下三蔵、河出書房新社、2015年5月)

## 共著・アンソロジー
※「」は収録短編名。
- ラブ・フリーク ―異形コレクション〈1〉 （廣済堂文庫、1998年1月）-「東京悲恋綺譚」
- 変身 ―異形コレクション〈3〉 （廣済堂文庫、1998年3月）-「生まれし者」
- 十の恐怖 (角川書店、1999年3月) - 「十年目のウェディングドレス」
- 秘神―闇の祝祭者たち 書下ろしクトゥルー・ジャパネスク・アンソロジー (アスペクトノベルズ、1999年3月) - 「襲名」
- 十二宮12幻想 （エニックス、2000年） -「さみだれ」
- 変化(へんげ)―妖かしの宴〈2〉 （PHP文庫、2000年） -「八つ話会」
- 幽霊船 ―異形コレクション〈18〉 （光文社文庫、2001年2月） -「深夜、浜辺にて」
- 夢魔 ―異形コレクション〈19〉 （光文社文庫、2001年6月） -「花林塔」
- 玩具館 ―異形コレクション〈20〉 （光文社文庫、2001年6月） -「怪魚知音」
- 蚊‐か‐コレクション （電撃文庫、2002年） -「赤い家」
- 恐怖症 ―異形コレクション〈22〉 （光文社文庫、2002年5月） -「侵食」
- 酒の夜語り ―異形コレクション〈24〉 （光文社文庫、2002年12月） -「痴れ者」
- 獣人 ―異形コレクション〈25〉 （光文社文庫、2003年3月） -「白い犬」
- 夏のグランドホテル ―異形コレクション〈26〉 （光文社文庫、2003年6月） -「お迎え」
- 蒐集家（コレクター） ―異形コレクション〈30〉 （光文社文庫、2004年） -「蠟燭（コレクション）取り」
- 伯爵の血族 紅ノ章 ―異形コレクション〈37〉 （光文社文庫、2007年4月） -「楽園回帰」
- ハナシをノベル!! 花見の巻 （講談社、2007年）-「戯作者の恋」
- ひとにぎりの異形 ―異形コレクション〈39〉 （光文社文庫、2007年4月） -「バン!」
- 怪物團 ―異形コレクション〈43〉 （光文社文庫、2009年8月） -「私とソレの関係」
- 喜劇綺劇 ―異形コレクション〈44〉 （光文社文庫、2009年12月） -「アナル・トーク」
- 逆想コンチェルト 奏の1 イラスト先行・競作アンソロジー （徳間書店、2010年）-「観てもらえませんか？」
- FKB 饗宴 -怪談実話- 7 （竹書房文庫HO、2014年10月）- 「飲み講」

## 単行本未収録作品
- 「懐かしい樹」（ネットマガジン「SF Prologue Wave」2011年7月）
- 「夏の落語会」（ネットマガジン「SF Prologue Wave」2011年8月）
- 「雨宿り」（ネットマガジン「SF Prologue Wave」2011年9月）
- 「小雪」（ネットマガジン「SF Prologue Wave」2011年10月）
- 「我が子」（ネットマガジン「SF Prologue Wave」2011年11月）
- 「夜道で」（ネットマガジン「SF Prologue Wave」2012年1月）
- 「合格の日」（ネットマガジン「SF Prologue Wave」2012年2月）
- 「旧友」（ネットマガジン「SF Prologue Wave」2012年3月）
- 「食う男」（ネットマガジン「SF Prologue Wave」2012年4月）
- 「屋上」（ネットマガジン「SF Prologue Wave」2012年12月）
- 「狭い路地」（ネットマガジン「SF Prologue Wave」2013年1月）
- 「フリーカーソル」（ネットマガジン「SF Prologue Wave」2013年2月）
- 「穴掘り」（ネットマガジン「SF Prologue Wave」2013年10月）
- 「隣の爺」（ネットマガジン「SF Prologue Wave」2014年4月）
- 「クリスマスキャロル」（ネットマガジン「SF Prologue Wave」2014年12月）
- 「庭の仏様」（ネットマガジン「SF Prologue Wave」2015年5月）
- 「ことわざの真偽はいかに」（ネットマガジン「SF Prologue Wave」2015年11月）
- 「〈彼〉」（ネットマガジン「SF Prologue Wave」2016年1月）
- 「本の怪」（書苑新社アトリエサード『ナイトランド・クォータリー』vol.33 2023年8月）